# SLURM
Pour les articles homonymes, voir Slurm (homonymie).
SLURM (Simple Linux Utility for Resource Management) est une solution libre et open source d'ordonnancement de tâches informatiques qui permet de créer des grappes de serveurs sous Linux ayant une tolérance aux pannes, type ip-failover, ferme de calcul, système d'ordonnancement des tâches.
Cette solution peut être utilisée sur des grappes de tailles variées, de deux à plusieurs milliers de serveurs. Il est utilisé sur la majorité des plus puissants supercalculateurs de la planète.

## Développement
SLURM est développé par l'entreprise SchedMD et par des contributeurs bénévoles.

## Fonctionnalités
Slurm ne nécessite aucune modification du noyau pour son fonctionnement et est relativement autonome.
En tant que gestionnaire de ressources de grappes informatiques, Slurm a trois fonctions principales :
- premièrement, il alloue l'accès aux ressources (les nœuds de calcul) pour les utilisateurs pendant une durée de temps définie afin qu'ils puissent effectuer des tâches ;
- deuxièmement, il fournit un cadre pour le démarrage, l'exécution et le suivi des tâches (normalement ce sont des tâches qui sont parallèles) sur l'ensemble des nœuds affectés ;
- troisièmement, il arbitre l'accès aux ressources par la gestion d'une file d'attente des tâches en cours.